# Josef Mengele
Josef Mengele ([ˈjoːzɛf ˈmɛŋələ]
 ( lyssna)), även känd som Dödsängeln (tyska Todesengel) och Den vita ängeln (tyska Der weiße Engel), född 16 mars 1911 i Günzburg, död 7 februari 1979 i Bertioga i delstaten São Paulo i Brasilien, var en tysk nazistisk läkare, humangenetiker och människorättsbrottsling. Mengele är mest känd för sin verksamhet i koncentrations- och förintelselägret Auschwitz, där han företog pseudovetenskapliga experiment på bland annat tvillingar och dvärgväxta.

## Biografi
Mengele växte upp i en förmögen familj, där fadern ägde företaget Karl Mengele & Söhne som tillverkade jordbruksmaskiner. Mengele inledde läkarstudier 1930, men kom även att studera antropologi. År 1935 promoverades han till filosofie doktor vid Münchens universitet efter att ha framlagt avhandlingen  Rassenmorphologische Untersuchung des vorderen Unterkieferabschnittes bei vier rassischen Gruppen (ung: Rasmorfologisk undersökning av den främre delen av underkäken i fyra rasgrupper). Året därpå avlade han läkarexamen vid universitetet i Frankfurt. Som nybliven läkare fattade han snabbt tycke för vetenskapliga experiment på tvillingar, något som kom att bli hans största intresse. År 1934 samlade han ihop en grupp forskare för att studera ärftlig biologi och rashygien. Fyra år senare lade han fram avhandlingen Sippenuntersuchungen bei Lippen-Kiefer-Gaumenspalte och promoverades med betyget till medicine doktor.
Josef Mengele uppnådde tjänstegraden SS-Hauptsturmführer (motsvarande kapten) 1943. Han placerades som läkare på östfronten i divisionen SS-Wiking, men efter en skottskada förflyttades han till koncentrationslägret Auschwitz, där han tjänstgjorde som läkare till januari 1945.

### Auschwitz

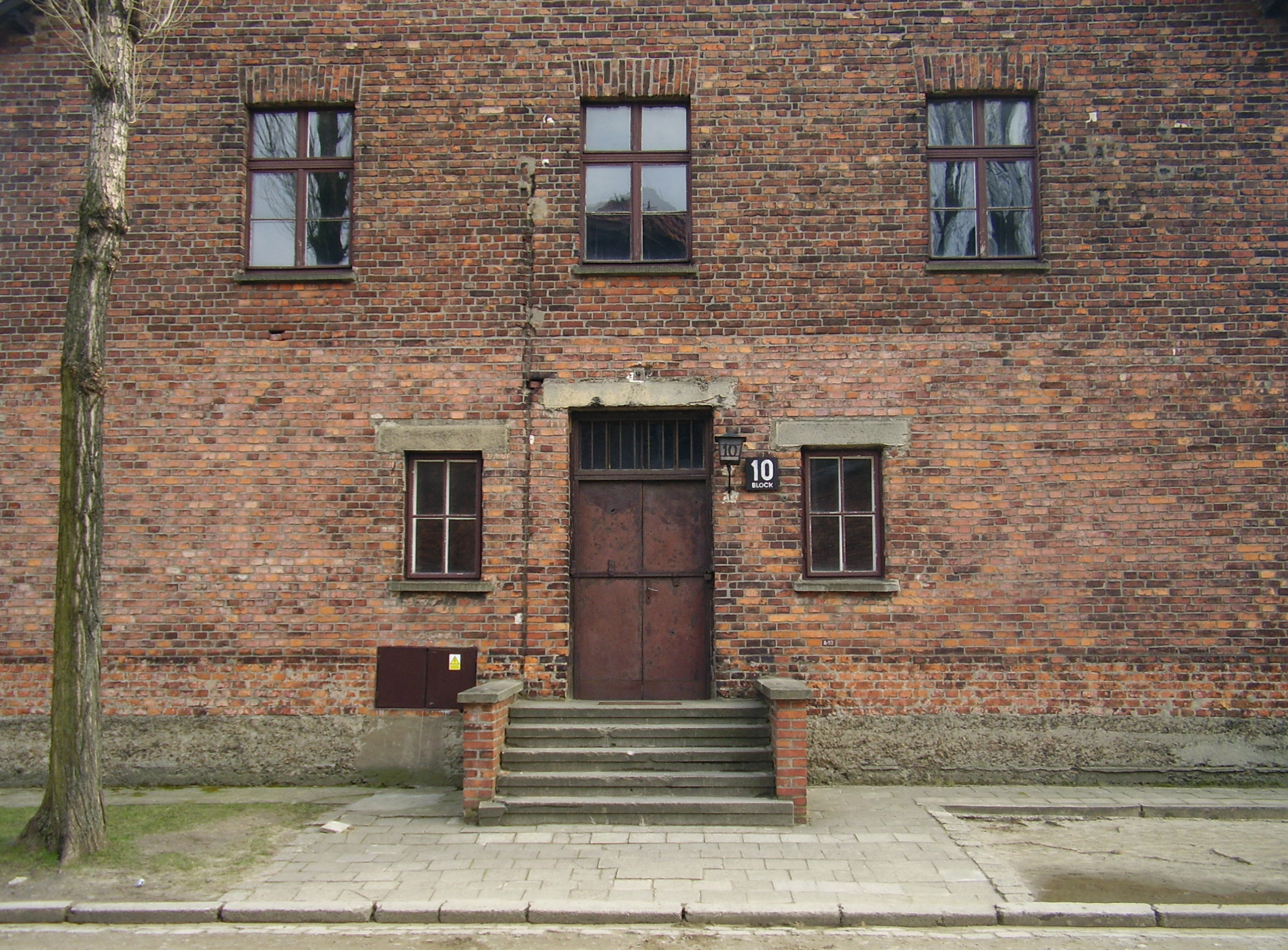
I denna byggnad – Block 10 – utförde Mengele en del av sina medicinska experiment.

Josef Mengele var stationerad i koncentrationslägret Auschwitz från den 30 maj 1943 till den 18 januari 1945, där han var chefsläkare. Han utförde hänsynslösa och för medicinvetenskapen tvivelaktiga experiment på lägerfångar, där det stod honom fritt att lemlästa eller döda dem. Han valde även ut vilka judar som skulle föras till gaskamrarna vid ankomsten till lägret. Främst valde han att experimentera på dvärgar och enäggstvillingar, som kom att benämnas "Mengeles tvillingar". En person som givit denna del av Mengeles verksamhet en röst och ett ansikte är tvillingöverlevaren Eva Mozes Kor.
Även vivisektion utfördes på fångarna. Vidare utfördes experiment på ögon där Mengele genom olika metoder försökte ändra ögonfärg på fångar från brun till blå, bland annat med bläckinjektioner vilket kunde leda till blindhet, smärta och infektioner. Han utförde operationer där han plockade ut olika delar ur kropparna. Mengele injicerade också till exempel kloroform direkt in i hjärtat på offren, för att kunna utföra försök på färska lik. Många operationer och experiment utfördes dessutom utan bedövning. Många av dem som överlevde Mengeles experiment blev svårt skadade och led av invalidiserande skador efter kriget. Vid ett tillfälle övervakade Mengele två romska barn när de syddes ihop i syfte att skapa siamesiska tvillingar.

### Efter Auschwitz
SS övergav Auschwitz den 27 januari 1945 och Mengele började arbeta på koncentrationslägret Gross-Rosen i Nedre Schlesien, men i slutet av februari närmade sig Röda armén och lägret upplöstes. Han arbetade i andra läger under kortare perioder, men rörde sig västerut för att undvika att bli tillfångatagen av Sovjetunionen, men blev istället krigsfånge hos amerikanerna. Ursprungligen var han registrerad under sitt eget namn, men i juni 1945 släpptes han fri med papper som uppgav att hans namn var Fritz Hollmann. Alla medlemmar i Waffen-SS hade sin blodgrupp tatuerad på vänster arm, men möjligen saknade Mengele i egenskap av läkare denna tatuering. Från juli 1945 fram till maj 1949 arbetade han som dräng i en liten by nära Rosenheim. Han höll kontakten med sin fru och sin gamle vän Hans Sedlmeier. I slutet av 1940-talet började misstankarna mot Mengele stärkas och han flydde 1949 till Argentina. Sedlmeier anordnade Mengeles flykt dit via Innsbruck, Sterzing och Genua. Mengele kan även ha fått hjälp av nätverket ODESSA.

### Vistelsen i Sydamerika
Mengele bosatte sig i Buenos Aires men flydde till Paraguay, när Adolf Eichmann kidnappades i maj 1960 av israeliska Mossad-agenter. Under större delen av 1970-talet levde Mengele strax utanför São Paulo, Brasilien. Under en dag vid havet 1979 fick Mengele troligen en stroke när han badade och drunknade som följd. År 1985 grävdes hans grav upp och de skelettdelar som togs tillvara genomgick DNA-test och jämfördes med sonens DNA. Universitetet i Leicester kunde genom dessa jämförelser fastslå att analysen ger mycket starka oberoende bevis för att de kvarlevor som grävdes upp verkligen är Josef Mengeles.
Den brasilianska tidningen Folha de São Paulo uppgav i november 2004 att den hade fått i sin ägo 85 sidor noteringar av Mengele, som han skrev tre år före sin död. Dessa noteringar skall styrka att han in i döden var fanatisk nazist. Detta sägs också vara fallet i Eldens barn: sanningen om doktor Josef Mengele och tvillingarna i Auschwitz av Lucette Matalon Lagnado och Sheila Cohn Dekel.

## Populärkultur
Mengeles liv inspirerade Ira Levin att skriva romanen Pojkarna från Brasilien 1976. Två år senare hade filmatiseringen Pojkarna från Brasilien premiär med Gregory Peck i rollen som Mengele. Mengeles vistelse i Patagonien skildras i filmen Den tyske läkaren från 2013 med Àlex Brendemühl i huvudrollen.

## Befordringshistorik
- SS-Schütze: maj 1938
- SS-Hauptscharführer der Reserve: 1939
- SS-Untersturmführer der Reserve: 1 augusti 1940
- SS-Obersturmführer der Reserve: 30 januari 1942
- SS-Hauptsturmführer der Reserve: 20 april 1943

## Utmärkelser
- Tyska välfärdsmedaljen
- Tyska idrottsutmärkelsen i brons

- Järnkorset
- Krigsförtjänstkorset
- Hedersärmvinkel
- Såradmärket i svart,  unknown value[13]
- Östfrontsmedaljen

[Redigera Wikidata]